# Isla Saunders (Sandwich del Sur)
La isla Saunders es una isla deshabitada que está en la zona central de las islas Sandwich del Sur, al sur de la isla Candelaria y al norte de la isla Jorge, en el mar del Scotia (o mar de las Antillas del Sur).
En esta isla se ubican tres de los puntos que determinan las líneas de base de la República Argentina, a partir de las cuales se miden los espacios marítimos que rodean al archipiélago.
La isla nunca fue habitada ni ocupada, y como el resto de las Sandwich del Sur se encuentra bajo control del Reino Unido que la hace parte del territorio británico de ultramar de las Islas Georgias del Sur y Sandwich del Sur, y es reclamada por la República Argentina, que la hace parte del departamento Islas del Atlántico Sur dentro de la provincia de Tierra del Fuego, Antártida e Islas del Atlántico Sur.

## Geografía
Es una isla volcánica cubierta de nieve que tiene un área de 40 km², siendo la tercera isla más grande del archipiélago. Su forma es de semicírculo de 8,8 km de longitud y 5,5 km de ancho.
Se la suele agrupar junto con las islas Jorge y Blanco como «islas Centrales».
Su cumbre es el estratovolcán monte Miguel de 990 metros, de cráter todavía activo. Se conoce que tuvo una erupción explosiva en 1819, y luego repetidamente desde 2000, la más reciente de las cuales en 2005. El cráter volcánico de 700 metros de diámetro es posible que contenga un lago de lava activa.
El extremo norte de la isla es la punta Harper, el sur la punta Ollivant, el este la punta Aguado, y el oeste la punta Carey. Al noreste se abre la bahía Cordelia, un fondeadero «aceptable», que posee las Rocas Hermanos a unos 5 kilómetros de la costa. Otros accidentes geográficos son la llanura de Piedras Negras, la punta Sombría, las colinas Pálidas y los riscos Yellowstone.

## Historia y toponimia
La isla fue descubierta en enero de 1775 por la expedición de James Cook en su barco Resolution, quien denominó en homenaje a sir Charles Saunders, primer lord del Almirantazgo Británico. En enero de 1820 el explorador ruso Fabian Gottlieb von Bellingshausen en el barco Vostok, la cartografió en gran detalle.
Fue cartografiada en 1930 por personal del RRS Discovery II, que denominó Mount Michael al cerro volcánico en homenaje al hijo de su comandante William Melvin Carey. La isla fue investigada en 1964 por el HMS Protector, de cuyo capitán, Martin S. Ollivant, recibió su nombre el extremo más occidental de la isla, la punta Ollivant.
En febrero de 1952, las fragatas argentinas ARA Hércules y ARA Sarandí recorrieron sus costas como parte de la denominada Operación Foca dentro de la campaña antártica argentina de 1951-1952. Pese a que en Ushuaia, la información era que la bahía Cordelia era un buen fondeadero, las playas fueron difíciles de abordar. Cuatro argentinos lograron desembarcar con dificultad a bordo de un chinchorro. En 1958 volvió a ser visitada por barcos argentinos.